# Ritchie Blackmore’s Rainbow
A Ritchie Blackmore's Rainbow (másképp Ritchie Blackmore's R-A-I-N-B-O-W) az amerikai Rainbow hard rock együttes debütáló nagylemeze.
Az 1975-ben megjelent lemez felvételei alatt Ritchie Blackmore még a Deep Purple tagja volt. Ronnie James Dio ezt tartotta kedvenc Rainbow-albumának.

## Története
Ronnie James Dio zenekara, az Elf elkísérte a Deep Purple-t Stormbringer című lemezének turnéjára. Ezalatt az idő alatt barátkozott össze Blackmore a zenekarral, majd felvetette egy közös együttes ötletét. Eredetileg csak Dióval szeretett volna együtt dolgozni, de végül a Rainbow nem lett mást, mint az Elf új felállása más név alatt (csak a gitáros személye változott: Blackmore váltotta Steve Edwardsot). Emiatt Blackmore a lemez megjelenése után Dio kivételével mindenkit kirúgott, és újraépítette a zenekart. Az eredeti felállás sosem lépett színpadra.
A lemezen két feldolgozás szerepel: Black Sheep of the Family (Quatermass) és Still I'm Sad (The Yardbirds).
1999-ben Amerikában megjelent az újrakiadása CD-ként. Európában ezt 2000-ben adták ki.

## Dalok
| 1. | Man on the Silver Mountain | Blackmore, Dio | 4:42 |
| 2. | Self Portrait              | Blackmore, Dio | 3:17 |
| 3. | Black Sheep of the Family  | Steve Hammond  | 3:22 |
| 4. | Catch the Rainbow          | Blackmore, Dio | 6:27 |

| 1. | Snake Charmer                   | Blackmore, Dio, Nugent          | 4:33 |
| 2. | The Temple of the King          | Blackmore, Dio                  | 4:45 |
| 3. | If You Don't Like Rock 'n' Roll | Blackmore, Dio                  | 2:38 |
| 4. | Sixteenth Century Greensleeves  | Blackmore, Dio                  | 3:31 |
| 5. | Still I'm Sad                   | Paul Samwell-Smith, Jim McCarty | 3:51 |

## Zenészek
- Ronnie James Dio - ének
- Ritchie Blackmore - gitár
- Mickey Lee Soule - billentyűs hangszerek
- Craig Gruber - basszusgitár
- Gary Driscoll - dobok